# Лудри, Иван Мартынович
Иван Мартынович Лудри (16 января 1895, Приход Абья — 26 ноября 1937, Москва) — советский военно-морской деятель, флагман 1-го ранга. Расстрелян в ходе «сталинской чистки» (1937). Посмертно реабилитирован 8 сентября 1956.

## Биография
Родился 16 (28) января 1895 года в крестьянской семье на хуторе Эрма Пярнуского уезда Лифляндской губернии, эстонец.
Участник Ледового похода Балтийского флота. Член РКП(б) с 1918 года. Заместитель председателя Кронштадтского военно-морского комитета, с апреля 1919 года комиссар Кронштадтской базы. В сентябре 1919 — феврале 1920 года — комиссар Онежской военной флотилии. С февраля по октябрь 1920 года работал начальником Прионежского районного управления водного транспорта Наркомата путей сообщения в Вознесенье. С ноября 1920 года назначен комиссаром Морских сил Чёрного и Азовского морей, в 1921—1923 годах — комиссар и командующий Морскими силами Каспийского моря.
С 1923 по 1927 год слушатель Военно-морской академии РККФ. С 1927 года командующий береговой обороной Чёрного моря, в числе прочего руководил достройкой 30-й бронебашенной батареи в Севастополе. С 1 мая по 28 ноября 1930 года начальник штаба Морских сил Чёрного моря. С 29 ноября 1930 г. начальник Учебно-строевого управления ВМС РККА. С 1932 года — заместитель начальника Морских сил РККА. В 1937 году — начальник Военно-морской академии РККА им. К. Е. Ворошилова.

### Арест и расстрел
Проживал в Ленинграде. 10 августа 1937 года арестован. После непродолжительного следствия 26 ноября 1937 года осуждён Военной коллегией Верховного суда СССР. Приговор — высшая мера наказания. Расстрелян 26 ноября 1937 года в городе Москве. Определением Военной коллегии от 8 сентября 1956 года реабилитирован. Похоронен на новой части Донского кладбища в общей могиле невостребованных прахов № 1 — жертв репрессий. Имеется лишь табличка с именем.
Жена — Людмила Васильевна Лудри (1900 г.р.) в феврале 1938 года была приговорена как член семьи изменника Родины к восьми годам лагерей.

## Награды
- Орден Красного Знамени (20.02.1928[9])
- Орден Красной Звезды